# Johann Georg Jacobi
Johann Georg Jacobi, född den 2 september 1740, död den 4 januari 1814, var en tysk skald, bror till Friedrich Heinrich Jacobi.
Jacobi, som var professor i de sköna vetenskaperna i Freiburg im Breisgau, stod i nära vänskapsförhållande till Gleim, med vilken han förde en poetiserande brevväxling (utgiven 1768) och som hjälpte honom att redigera tidskriften "Iris" (1774-76, 8 band). Hans Sämmtliche werke utgavs 1807-13 (ny upplaga 1825). Jacobi var en efterbildare av Gresset och Sterne.